# Joen Bille
Joen Bille (* 11. April 1944 in Frederiksberg) ist ein dänischer Schauspieler.

## Leben und Karriere
Joen Bille ist der jüngere von zwei Söhnen des Dänen Josias Bille (1882–1961) und der aus Norwegen stammenden Irene Ibsen (1901–1985). Sein Urgroßvater mütterlicherseits war der Dichter Henrik Ibsen. Zudem ist Bille ein Nachfahre des norwegischen Politikers Bjørnstjerne Bjørnson und des dänischen Astronomen Tycho Brahe.
Joen Bille absolvierte seine Schauspielausbildung von 1965 bis 1969 an der Staatlichen Theaterschule in Kopenhagen. Sein Bühnendebüt als Darsteller hatte er im Jahr 1970 am Königlichen Theater Kopenhagen, wo er bis 1973 blieb. Danach war er bis 1981 am Det Ny-Theater, danach bis 1985 am Folketeatret und dann von 1985 bis 1993 am Aarhus Teater als festes Ensemblemitglied engagiert. Später stand er auch am Gronnegards-Theater, am Betty-Nansen-Theater oder am Aalborg-Theater auf der Bühne.
Seit 1970 hat Bille in bisher mehr als 50 dänischen Filmen und in einigen Fernsehserien als Schauspieler vor der Kamera mitgewirkt. Während er zu Beginn seiner Karriere meistens noch in Nebenrollen besetzt worden war, konnte sich Bille später dann als Charakterdarsteller in vielen Hauptrollen durchsetzen.
Seit 2018 ist Joen Bille Träger des Dannebrogordens.
Joen Bille ist seit dem 24. Mai 1974 mit der Kunsthistorikerin Bente Scavenius (* 1944) verheiratet. Aus der Ehe gingen ein Sohn und eine Tochter hervor, die Schauspielerin Beate Bille.

## Filmografie (Auswahl)
- 1970: Mazurka im Bett (Mazurka på sengekanten)
- 1974: Pigen og drømmeslottet
- 1976: Blind makker
- 1976: Kassen stemmer
- 1977: Oh, diese Mieter! (Fernsehserie)
- 1978: Die Leute von Korsbaek (Fernsehserie)
- 1995: Carmen og Babyface
- 1995: Kun en pige
- 2011: IDA – Identität anonym (ID:A)
- 2021: Erwartung – Der Marco-Effekt (Marco effekten)